# 1-й провулок Івана Франка (Київ)
1-й провулок Івана Франка — провулок у Дарницькому районі міста Київ, у місцевості Бортничі. Пролягає від вулиці Івана Франка на захід, до кінця забудови.

## Історія
Провулок виник у XX столітті, офіційна назва зафіксована у 2010-х роках. Названий на честь українського письменника та поета Івана Франка.